# Eudo I de Blois

Brasão de Armas posterior do Condado de Blois.

Eudo I de Blois, também chamado Odão I (em francês:  Eudes I de Blois; c. 950 - 12 de março de 995) sucedeu a seu pai como conde de Blois, conde de Tours, Châteaudun, Chartres, Beauvaise Dreux. Foi igualmente Senhor feudal de Chinon e Saumur. Foi um dos mais poderosos senhores feudais da época de Hugo Capeto.

## Biografia
Após o conflito entre o seu pai e o arcebispo de Reims relacionado com a posse do Castelo de Coucy, Odão viria a receber em 965 castelo, como feudo do arcebispo. No ano de 970, estala o conflito com o ducado da Bretanha, em que Odão influencia o Conde de Rennes, Conan I da Bretanha, tendo sido uma importante influência estabilizadora da sua família na área.
Recebeu do rei carolíngio Lotário I de França, o título conde palatino que permanecerá em sua família durante gerações. No ano de 988, ele ajudou Carlos da Baixa Lotaríngia na sua decisão relativa a Laon, que pertencia a seu pai Teobaldo I de Blois.
Em princípios de 991, ele abandonou o parte da Lorena em troca da cidade de Dreux, e em meados do mesmo ano, tenta apoderar-se de Melun propriedade de Burcardo I de Vendôme, o que gera um conflito, pois Burcardo, era um dos homens mais de lais de Hugo Capeto, o que o levou a ter o seu apoio numa aliança composta de Hugo Capeto, Ricardo I de Normandia e conde de Anjou, Fulco III de Anjou (965/970- Metz, 21 de junho de 1040).
Odão viria, mais tarde a receber de Hugo Capeto o título de Abade leigo da Basílica de São Martinho de Tours, tornando esta abadia na necrópole dinástica dos condes de Blois. 
Para 995, foi para a guerra contra o Conde de Anjou, Fulco III de Anjou, no entanto já em conflito fronteiriço em Chartres com Conan I da Bretanha.
Morreu na quinta-feira de 12 de março 995. Sua viúva, Berta da Borgonha, volta a casar-se, desta feita com o rei da França, Roberto II de França, filho de Hugo Capeto, cuja morte em 24 de Outubro 996 permitiu o desfazer deste casamento acertado por Hugo como forma de adquirir território e a que Roberto sempre se tinha oposto.

## Relações familiares
Foi filho de Teobaldo I de Blois "o Malandro" (c. 910 - 16 de janeiro 975 ou 977) e de Luitegarda de Vermandois (c. 925 - 14 de novembro de 977), filha de Herberto II de Vermandois e de Luitegarda de França (c. 885 - 931). 
Entre 978 e 980 foi tratado o seu casamento com Berta da Borgonha (c. 965 - depois de 1010), filha de Conrado I da Borgonha e de Matilde de França, de quem teve:
1. Eudo II de Blois (983 - 15 de novembro de 1037), casado por duas vezes, uma com Ermengarda de Auvérnia (990 - 1040), filha de Guilherme IV de Auvérnia e a outra com Maldo da Normandia (974 - 1015), filha de Ricardo I da Normandia,
2. Inês de Blois casada com Godofredo II de Thouars[7][8][9] (990 - 1055), filho de Savário III de Thouars[10] (960 - 1004),
3. Eluísa de Blois (? - 1022) casada com Reinaldo de Broyes, senhor de Brayes,
4. Teobaldo II de Blois (? - 11 de julho de 1004),
5. Robert (? - entre 980 e 996),